# 이동호 (1954년)
이동호(1954년 - )는 대한민국의 지휘자이다. 울산광역시에서 태어났고, 이후 마산으로 이주해 경남대학교와 연세대학교 교육대학원에서 음악교육학을 전공했다.
1980년대 초에 오스트리아로 유학, 잘츠부르크 모차르테움 대학교의 단기 지휘 과정을 수료하고 린츠 브루크너 음악대학에 입학해 작곡과 지휘를 배웠다. 1988년에 귀국해 마산 시립 교향악단의 상임 지휘자로 부임했고, 재임 기간 중 악단의 연주 실력을 높이 끌어올렸다는 평을 받았다. 경남 오페라단의 지휘자로도 활동하면서 경상남도 지역의 오페라 공연 활성화에도 기여하였으며, 1998 ~ 2013년에는 제주 시립 교향악단의 상임 지휘자로 있었다. 현재는 제주특별자치도립 서귀포관악단의 상임 지휘자로 재직 중이다.
1995년에 음악 비평가 모임이 선정한 제 1회 오늘의 음악가상을 수상했고, 2005년에는 한국 교향악 발전에 기여한 공로로 한국 음악 협회가 수여한 한국음악상을 받았다. 2004~2008년에는 제주교향악단과 국내 최초로 브루크너의 교향곡 전곡을 완주하였고, 2009년 기준으로 역시 한국 최초의 시벨리우스 교향곡 전곡 연주를 진행하였다. 제주 국제 관악제 조직위원과 한국 지휘자 협회 이사직도 겸임 중이다.